# 桑特雷斯
桑特雷斯（法語：Centrès，法語發音：[sɑ̃tʁɛs]）是法国阿韦龙省的一个市镇，属于罗德兹区。

## 地理
桑特雷斯（44°9'49"N, 2°24'31"E）面积36.71 平方千米，位于法国奧克西塔尼大區阿韦龙省，该省份为法国南部内陆省份，位于法國中央高原南部，北起顺时针与康塔爾省、洛泽尔省、加尔省、埃罗省、塔恩省、塔恩-加龙省和洛特省接壤。
与桑特雷斯接壤的市镇（或旧市镇、城区）包括：康布拉泽、康雅克、卡萨涅贝戈内斯、梅尔雅克、吕拉克-圣西尔克、维欧尔河畔圣朱丽叶、维欧尔河畔圣瑞斯特。

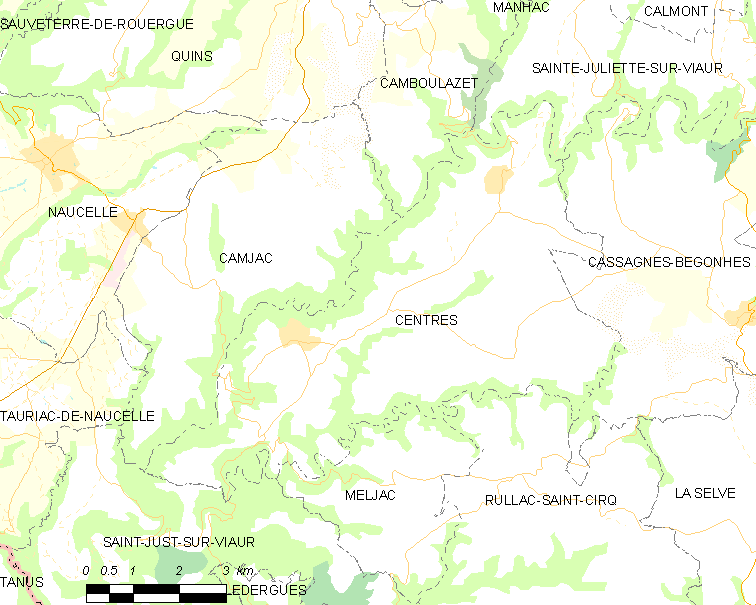
桑特雷斯的OSM定位图

桑特雷斯的时区为UTC+01:00、UTC+02:00（夏令时）。

## 行政
桑特雷斯的邮政编码为12120，INSEE市镇编码为12065。

## 政治
桑特雷斯所属的省级选区为塞奥尔-塞加拉县。

## 人口

1962-2008年间桑特雷斯人口变化图示

桑特雷斯于2022年1月1日时的人口数量为462人。